# Sambaranda
Sambaranda é um grupo a capella brasileiro que combina MPB e jazz. Os membros atuais são Nani Valente, Ana Barreto, Brúno Marco, Fredson Torres, Rafael Carneiro, Paulo Santos e Diego de Jesus. Os arranjos do grupo são feitos frequentemente por Rafael Carneiro. O grupo canta músicas em português e em inglês, com influências de grupos como Take 6 e The Singers Unlimited.

## História
Rafael Carneiro formou o Sambaranda enquanto morava na Irlanda com sua esposa, Nani Valente, motivado por seu interesse em música a capella. Em 2014, já no Brasil, começaram a recrutar membros. O grupo se consolidou como um septeto e lançou seu primeiro álbum em 2016. Em 2017, Ana Mastrella deixou o grupo e Fredson Torres entrou para ocupar sua posição. No mesmo ano, Flávio Borges também saiu, e Diego de Jesus temporariamente assumiu as funções de baixo e percussionista vocal. Em 2018, Penélope Celano deixou o grupo e Ana Barreto entrou em seu lugar. Em 2023, Paulo Santos se juntou ao grupo para restaurar a formação original, e em 2024, Brúno Marco entrou no time devido à saída de Cristiano Santos. 

## Influências e Estilo Musical
O Sambaranda é influenciado por vários estilos, incluindo samba, bossa nova, jazz, e são conhecidos por sua harmonia vocal complexa e arranjos inovadores, sem o uso de instrumentos tradicionais.

## Discografia
| Ano  | Título                          | Observações                                                           |
| ---- | ------------------------------- | --------------------------------------------------------------------- |
| 2016 | Delírios - Vol. 1               |                                                                       |
| 2017 | Um Natal Meio Christmas         | Participação especial de Evan Sanders, do grupo internacional Accent. |
| 2017 | "When I Fall in Love"           | Single                                                                |
| 2018 | "Bananeira"                     | Single                                                                |
| 2018 | "Vinho de Ponta/Ponta de Areia" | Single                                                                |
| 2019 | "O Come All Ye Faithful"        | Single                                                                |
| 2021 | "We Wish You a Merry Christmas" | Single                                                                |
| 2018 | Abcisão                         | RP Project, Batismo (Participação Especial)                           |
| 2020 | Amazônia Parajá                 | Ellen Fernandes, Batelão da Amazônia (Participação Especial)          |
| 2020 | O Por do Sol (Sunset)           | Yishai Knoll (Participação Especial)                                  |
| 2022 | Morning 2                       | Yishai Knoll (Participação Especial)                                  |

## Prêmios e Indicações

#### Prêmios Recebidos
- 2017 - Contemporary A Cappella Awards - Best Folk/World Album (Delírios Vol. 1)[1][5]
- 2017 - Contemporary A Cappella Awards - Best Jazz Album (Delírios Vol. 1)[1][5]

#### Indicações
- 2018 - Prêmio Profissionais da Música/Music Pro Award[6]
- 2018 - Contemporary A Cappella Awards - Best Folk/World Album (Um Natal Meio Christmas)[5]
- 2018 - Contemporary A Cappella Awards - Best Holiday Album (Um Natal Meio Christmas)[5]
- 2018 - Contemporary A Cappella Awards - Best Jazz Album (Um Natal Meio Christmas)[5]
- 2019 - Contemporary A Cappella Awards - Best Jazz/Big Band Song (Bananeira)[7]
- 2019 - Contemporary A Cappella Awards - Best Folk/World Song (Bananeira)[7]
- 2019 - Contemporary A Cappella Awards - Best Folk/World Song (Bananeira)[7]
- 2019 - Contemporary A Cappella Awards - Best Folk/World Video (Bananeira)[7]
- 2019 - Contemporary A Cappella Awards - Best Jazz/Big Band Video ("Canção de Natal (The Christmas Song) feat. Evan Sanders")[7]